# Котлубаевка
Котлубаевка (укр. Котлубаївка) — село на Украине, находится в Черневецком районе Винницкой области.
Код КОАТУУ — 0524982709. Население по переписи 2001 года составляет 91 человек. Почтовый индекс — 24112. Телефонный код — 4357.
Занимает площадь 0,43 км².

## Адрес местного совета
24112, Винницкая область, Черневецкий р-н, с. Гонтовка, ул. Ленина, 15